# 丰乐种业
合肥丰乐种业股份有限公司 （深交所：000713，英文：Hefei Fengle Seed Co.,Ltd.，简称：丰乐种业），是中国深圳证券交易所的一家上市公司，同时也是合肥市人民政府国有资产监督管理委员会监管的合肥市属国有企业，公司主要经营范围包括农作物种子、农药、薄荷油及其衍生产品、酒店服务等。
公司前身是合肥市种子公司，1997年由合肥市种子公司发起成立合肥丰乐种业股份有限公司，并于同年4月22日在深圳证券交易所挂牌上市。公司是中国第一家种业上市公司，被誉为“中国种业第一股”。
2016年，公司实现营业收入12.18亿元，净利润0.21亿元。